# Polyplectropus thilus
Polyplectropus thilus är en nattsländeart som först beskrevs av Donald G. Denning 1962.  Polyplectropus thilus ingår i släktet Polyplectropus och familjen fångstnätnattsländor. Inga underarter finns listade i Catalogue of Life.